# 260.
◄ | 2. stoljeće | 3. stoljeće | 4. stoljeće | ►
◄ | 230-ih | 240-ih | 250-ih | 260-ih | 270-ih | 280-ih | 290-ih | ►
◄◄ | ◄ | 257. | 258. | 259. | 260. | 261. | 262. | 263. | ► | ►►
Astronomija • Književnost • Kršćanstvo

## Rođenja
- Jin Huidi, kineski car iz dinastije Jin
- Gaj Galerije Valerije Maksimijan, rimski car

## Smrti
- Cao Mao, vladar kineskog kraljevstva Wei (ubijen u državnom udaru protiv Sima Zhaoa)(* 241.)
- Chen Tai, ministar kraljevstva Wei
- Salonin, rimski car, sin Galijena
- Sun Liang, car kineskog kraljevstva Wu (* 243.)
- Valerijan I., rimski car (približno datiranje)

## Vanjske poveznice
|  | Zajednički poslužitelj ima još gradiva o temi 260. |